# قصر العدل (الكويت)
قصر العدل  مبنى حكومي تابع للسلطة القضائية ويقع محافظة العاصمة، مدينة الكويت، القبلة شمالا شارع ابوبكر الصديق وشرقا شارع علي السالم وجنوب شارع فهد السالم وغربا شارع الهلالي تم افتتاحه في عام 1986م في عهد الشيخ جابر الأحمد الصباح ويتكون المبنى من سردابين و 8 ادوار ومبنى منفصل «مبنى خدمة التقاضي» واما مكونات القصر الإدارة العامة للتنفيذ والنيابة الكلية وإدارة الأقلام الجزائية ورئاسة النيابات المحامين العامين ومكتب النائب العام والمحكمة الكلية ومحكمة الاستئناف العليا ومحكمة التمييز والمحكمة الدستورية وجهاز حماية المديونات وأخرى. ولقد تعرض المبنى  للتلف والدمار لبعض ردهاته اثر تعرض دولة الكويت للغزو العراقي سنة 1990م وتم إعادة اعمارة وإصلاحها بعد التحرير سنة 1992 م واعادة افتتاحه من جديد ليعود للجمهور كسابق عهده وقد حصل له الكثير من التغيرات منها كان هناك نافورة كبيرة امام المبنى تم ازالة نصفها وبني مبنى خدمة التقاضي.